# Naipes Heraclio Fournier
Naipes Heraclio Fournier SA és una empresa dedicada a la fabricació de cartes, amb seu a Vitòria (Àlaba) i fàbrica a Vila-real d'Àlaba. Va ser fundada el 1870 per Heraclio Fournier González, i actualment és una filial de la United States Playing Card Company, que al seu torn forma part del conglomerat Jarden Corporation amb seu a Rye, Nova York, la qual va ser adquirida el 2016 per Newell Brands amb seu a Atlanta, Geòrgia (Estats Units). En juny de 2019, tant la Naipes Heraclio Fournier com la United States Playing Card Company van ser adquirides pel grup Cartamundi.

## Història
L'any 1785, el jove Francisco Fournier es va traslladar a Burgos. Va contreure matrimoni amb la burgalesa Maria de Reoyo. Aquest llinatge es va arrelar a la ciutat castellana i van tindre el primer fill, Lázaro Fournier de Reoyo, qui al seu torn va tenir diversos fills; el menor de tots ells era Heraclio Fournier González, nascut el 2 de març de 1849.

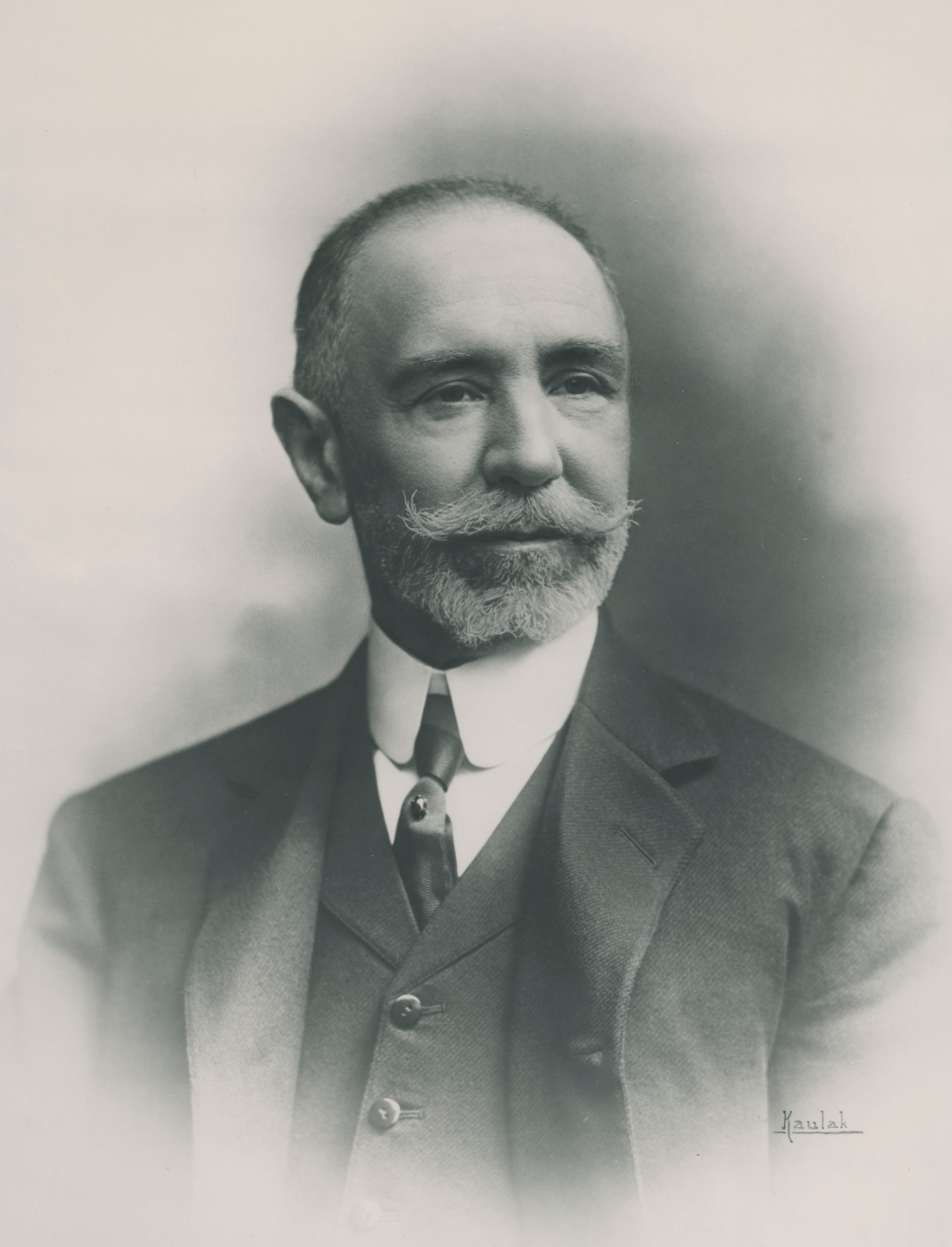
El fundador Heraclio Fournier.

Va començar la seva activitat com a litògraf en companyia del seu germà Braulio Fournier, a Burgos, on van iniciar la fabricació dels naips amb la marca «Fournier Hermanos». A causa de l'èxit que va tindre aquesta, va ser necessari ampliar el negoci, de manera que els germans Fournier van decidir separar-se i Heraclio, amb tan sols 19 anys, es traslladà a Vitòria (Àlaba) on es va establir muntant un petit taller d'estampació de litografia l'any 1870. Aquell local estava situat a la Plaça d'Espanya, núm. 5 i és el que actualment ocupa la llibreria El Globo.
En un primer moment l'empresa es va crear com una companyia fabricant de naips, però posteriorment va ampliar les seves activitats dins de l'àrea de les arts gràfiques, realitzant serveis de fabricació de segells, impressió de llibres i enquadernació. El negoci prosperà ràpidament i es va veure obligat a traslladar-se a un espai més gran.
El 1875, Fournier aposta per nous mètodes d'impressió i per nous models gràfics. Dos anys més tard, el 1877, encarrega al professor de l'Escola d'Arts i Oficis de Vitòria, D. Emilio Soubrier i al pintor de Vitòria Díaz de Olano, el disseny d'un naip, que sota la direcció del propi Heraclio, va donar com a resultat l'actual naip espanyol amb les figures bàsiques de la signatura, que amb algunes modificacions, és el que actualment es troba al mercat i el més conegut. El 1889, la producció de cartes d'Heraclio Fournier rep una medalla de bronze en l'Exposició Universal de París.

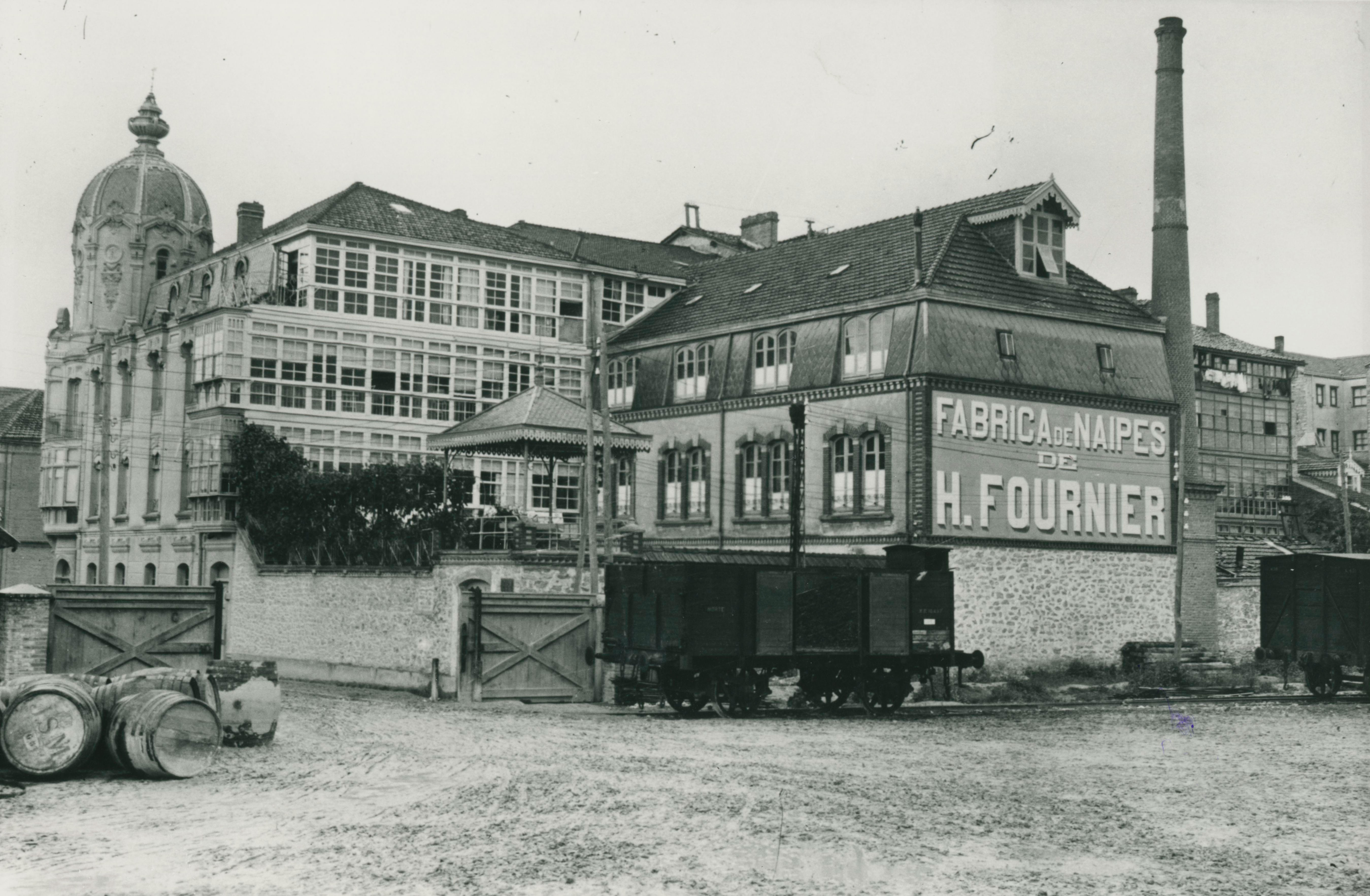
Fàbrica Forunier l'any 1887.

L'any 1880, instal·la una nova planta al carrer Sant Prudencio de Vitòria i realitza diversos viatges a França per incorporar al seu negoci tots els avanços per a la fabricació de naips. L'any 1888, es trasllada a l'edifici del carrer Fueros que fa cantonada amb el carrer Manuel Iradier de Vitòria, la façana del façana és la que apareix encara en alguns naips i impresos utilitzats en l'actualitat.
Un any més tard, el 1889, crea la baralla litogràfica amb dotze colors, amb la peculiaritat que en l'as d'ors figura la seva pròpia efígie. Les seves baralles reben premis en diverses exposicions com París, Brussel·les, Barcelona, Madrid, El Caire, etc. Posteriorment, Augusto Rius, reformarà el model, adquirint així la seva forma definitiva, molt semblant a l'actual.
D. Heraclio va contreure matrimoni amb Donya Nieves Partearroyo. El 1916, el senyor Fournier mor a Vichèi, i en no tindre fills homes, l'empresa va continuar la seva expansió, dirigida ara pel seu net Félix Alfaro Fournier, qui el substitueix al capdavant del negoci. El net va iniciar una col·lecció de cartes el 1916, i el 1970 va adquirir la col·lecció de naips de Thomas De la Rue. Així s'iniciaria el «Museu Fournier de Naipes» d'Àlaba, que va ser posteriorment adquirit per la Diputació Foral d'Àlaba.

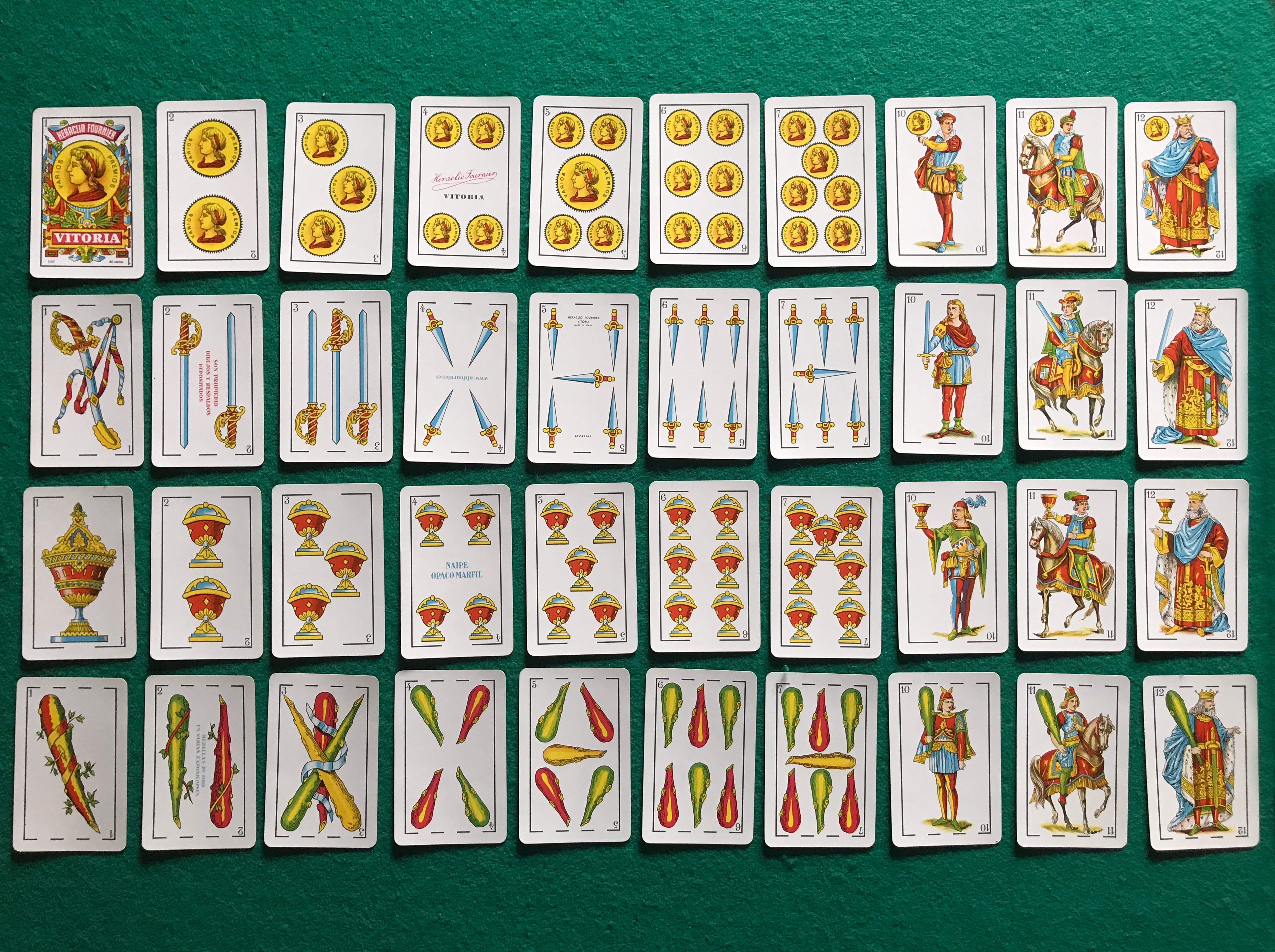
Baralla de cartes espanyola tradicional de Naipes Heraclio Fournier

El 1948, Naipes Heraclio Fournier S.A. ja és líder absolut del mercat nacional. Per poder respondre a la gran demanda, es desplaça del carrer Fueros a una nova planta al barri de San Cristóbal, incorporant nova maquinària i tecnologia, avançant-se d'aquesta manera a les empreses de la seva època. Sentant així les bases del seu enlairament internacional.
El 1976 va ser l'encarregada de la impressió del primer retrat oficial del rei Joan Carles I, tant en les seves variants del vestit de carrer, militar de gala, i acompanyat de la reina Sofia.
L'any 1986 fou adquirida per la US Playing Card Company, entrant dins d'un conglomerat on estan altres marques com Bicycle, Aviator, Bee i KEM.
El 1993, continua augmentant la seva presència en el mercat internacional. Aquesta transformació els obliga a traslladar-se a la seva ubicació definitiva, una àmplia nau amb instal·lacions adequades per satisfer la creixent demanda. Ha obtingut el certificat ISO 9001 – 2000 (Lloyd 's Register Quality Assurance) a la qualitat del procés de producció.

## Presència en els casinos del món
Fournier fabrica 16 milions de baralles a l'any. És proveïdor homologat en tots els mercats internacionals de casinos. Produeix naips per a tots els jocs de casinos, i tant les cartes de paper com les de plàstic són adequades per al funcionament en les màquines baralladores automàtiques.

## Productes
L'empresa produeix diferents tipus de cartes, cartes de tarot i calendaris de butxaca.
- Cartes espanyoles. Són les baralles més populars de Fournier. Estan registrades i són conegudes en tota Iberoamèrica. Fournier ven a l'any més de 10 milions d'unitats arreu del món.
- Cartes de pòquer i bridge. Producte emprat en tots els jocs de casinos. Més de 6 milions de baralles són distribuïdes per tot el món.
- Cartes per a Jocs de baralles de col·lecció, com ara:
  - Cartes de fantasia.
  - Naips infantils: sota llicències com Walt Disney, Warner Bros i totes les principals companyies internacionals creadores de personatges per a nens. També s'inclou el joc «Famílies de 7 països», que Heraclio Fournier va començar a comercialitzar a partir del 1965, tot i que la invenció del joc es remunta a l'Anglaterra de mitjan segle XIX. Aproximadament un milió de baralles d'aquest joc han estat ja distribuïdes per Heraclio Fournier en diversos països.
  - Cartes publicitàries.
  - Naips de països: alemanys, francesos, suecs, polonesos, filipins.
  - Cartes d'equips de futbol: Reial Madrid, FC Barcelona i Atlètic de Madrid.
- Cartes per il·lusionisme.
- Cartes de tarot: àmplia col·lecció que abasta tot el món de l'endevinació.
- Calendari de butxaca Heraclio Fournier.
- Calendaris de taula o de paret.